# Alexander Warrikoff
Alexander Warrikoff (ur. 14 maja 1934 w Łodzi, zm. 11 listopada 2020) – niemiecki adwokat i polityk, deputowany do Bundestagu (1983–1994) z ramienia CDU. 

## Życiorys
Pochodził z rodziny Niemców Bałtyckich zamieszkujących Inflanty (dziś Estonia), z których jego dziadek – Hugo Warrikoff (1860–1914) przybył do Łodzi w 1884, gdzie w 1891 założył klinikę weterynaryjną. Syn znanego w okresie międzywojennym łódzkiego weterynarza - Mikołaja Warrikoffa, współwłaściciela kliniki dla zwierząt przy ul. M. Kopernika 22 w Łodzi.
Okres II wojny św. spędził w okupowanej Łodzi (Litzmannstadt) z której wyjechał wraz dziadkami w 1945. Zamieszkał w Hesji. 
Studiował nauki polityczne we Frankfurcie nad Menem i Marburgu, uzyskując w 1959 stopień doktora. Następnie pracował jako asystent w Georgetown Law School w Waszyngtonie. Następnie pracował w branży związanej z rozwojem technologii jądrowej. Od 1961 pracował w przedsiębiorstwie Nukem. W 1969 został dyrektorem zarządzającym Reaktor-Brennelemente-Union (RBU) GmbH Hanau, a w 1975 dyrektorem zarządzającym Alkem Gmbh. W 1974 został członkiem CDU. W latach 1977–1983 był radnym rady miejskiej w Limeshain, z ramienia CDU oraz przewodniczącym klubu w radzie miejskiej. W latach 1983–1994 był deputowanym do Bundestagu z powiatu Odenwald.
W r. 1997 r. odzyskał budynek kliniki ojca przy ul. Kopernika w Łodzi, którego był jedynym spadkobiercą. Po raz pierwszy przyjechał do Łodzi w grudniu 1989 roku. Za sprawą Kliniki odświeżył swoją znajomość języka i kultury polskiej i zaangażował się w działalność społeczną w zakresie opieki weterynaryjnej na terenie Łodzi; przede wszystkim przeprowadził gruntowny remont Kliniki, w tym sfinansował naprawę figury konia (tzw. "koń tuwimowski") oraz restaurację zabytkowego budynku lecznicy „Pod koniem”. Ponadto przekazywał darowizny na rzecz Miejskiego Ogrodu Zoologicznego oraz Starego Cmentarza w Łodzi.

## Publikacje
- Mitbestimmungsrecht im Konzern, na, 1959
- Politiker besser als ihr Ruf: Argumente gegen den Zeitgeist (Politycy lepsi niż ich reputacja: argumenty przeciwko duchowi czasu), Eichner, 1995, ISBN 978-3-929409-33-8

## Odznaczenia
- Odznaka „Za Zasługi dla Miasta Łodzi”[6][1] (2016)[6],
- Krzyż Zasługi I klasy Republiki Federalnej Niemiec[1].